# フィデンツァ
フィデンツァ（伊: Fidenza）は、イタリア共和国エミリア＝ロマーニャ州パルマ県にある、人口約27,000人の基礎自治体（コムーネ）。

## 地理

### 位置・広がり

#### 隣接コムーネ
隣接するコムーネは以下の通り。括弧内のPCはピアチェンツァ県所属を示す。
- アルセーノ (PC)
- ブッセート
- フォンタネッラート
- メデザーノ
- ノチェート
- サルソマッジョーレ・テルメ
- ソラーニャ

### 気候分類・地震分類
フィデンツァにおけるイタリアの気候分類 (it) および度日は、zona E, 2503 GGである。
また、イタリアの地震リスク階級 (it) では、zona 3 (sismicità bassa) に分類される。

## 行政

### 分離集落
フィデンツァには、以下の分離集落（フラツィオーネ）がある。
- Bastelli, Cabriolo, Castione Marchesi, Chiusa Ferranda, Chiusa Viarola, Coduro, Cogolonchio, Costa Ferrari, Fornio, Monfestone, Osteria Pietralunga, Parola, Pieve Cusignano, Ponte Ghiara, Rimale, San Faustino, Santa Margherita, Siccomonte

## 姉妹都市
- シストロン、フランス
- ヘレンベルク（ドイツ語版）、ドイツ